# مجزرة عدرا
كانت مجزرة عدرا حادثة قتل مالا يقل عن 32 مدنياً من العلويين والمسيحيين والدروز والإسماعيليين في المدينة الصناعية في عدرا، سوريا في ديسمبر 2013، خلال الحرب الأهلية السورية. واركتبتها جبهة النصرة وفقاً للحكومة والنشطاء. أدانت وزارة الخارجية الأمريكية المجازر في سوريا وأدان 'التقرير الأخير المجزرة التي وقعت ضد المدنيين في عدرا.
في 11 ديسمبر، تسللت جماعتي المعارضة الجبهة الإسلامية والجبهة النصرة إلى المنطقة الصناعية في مدينة عدرا شمال شرق دمشق، وقاما بمهاجمة مباني سكن العمال وأسرهم. وزُعم أن المقاتلين استهدفوا العلويين والدروز والمسيحيين والشيعة، وتم قتلهم لدوافع طائفية. وقتل بعض الأشخاص بإطلاق النار بينما قطع رأس البعض الآخر. واستمرت عمليات القتل حتى اليوم التالي. وثق المرصد السوري لحقوق الإنسان وفاة 15–19 من أتباع الأقليات، وسط ادعاءات عن مقتل قرابة 40 شخص. كما قتل 18 من أفراد الميليشيات الموالية للحكومة، بمن فيهم خمسة من أعضاء جيش التحرير الفلسطيني. قتل عدد من المعارضين عندما قام رجل شيعي بتفجير قنبلة يدوية، قتلته مع المعارضين وأفراد أسرته، بعد أن حاول المعارضين قتلهم.
في 13 ديسمبر، حاصر الجيش عدرا وبدأ عملية لطرد المعارضين من المنطقة، محققاً تقدماً في المدينة خلال النهار. بحلول اليوم التالي، كانت العملية لا تزال مستمرة.
بحلول 15 ديسمبر، ارتفع عدد المدنيين أتباع الأقليات الذين تأكد مقتلهم في هجوم المعارضة إلى 32. وكان عشرات الآخرين في عداد المفقودين. ادعى الجيش السوري مقتل أكثر من 80 شخصاً على يد المعارضين الإسلاميين، في حين قدرت وزارة الخارجية السورية وفاة أكثر من 100.
في 30 ديسمبر، ذكرت تقارير أن الجيش السوري أجلى حوالي 5,000 شخص من عدرا، بينما في 31 ديسمبر، ذكرت وكالة الأنباء الحكومية أنه تم إجلاء المزيد من الناس، ليصل العدد الإجمالي للأشخاص الذين تم إجلاؤهم إلى أكثر من 6,000.
بحلول منتصف يناير، أفيد بأن الحكومة السورية استعادت السيطرة على المنطقة الصناعية في عدرا. في أواخر سبتمبر 2014، استعاد الجيش السيطرة على البلدة.